# Радий-224
Ра́дий-224 (англ. radium-224), историческое название то́рий-икс (лат. Thorium X, обозначается символом ThX) — радиоактивный нуклид химического элемента радия с атомным номером 88 и массовым числом 224. Впервые был выделен из раствора ториевой соли в 1902 году Фредериком Содди как торий-икс, впоследствии было установлено, что он представляет собой нуклид 224Ra.
Принадлежит к радиоактивному семейству тория-232 (так называемый ряд тория).
Активность одного грамма этого нуклида составляет приблизительно 5,892 ПБк.

## Образование и распад
Радий-224 непосредственно образуется в результате α-распада нуклида 228Th (период полураспада составляет 1,9116(16) года):
{\displaystyle \mathrm {{}_{90}^{228}Th} \rightarrow \mathrm {{}_{88}^{224}Ra} +\mathrm {{}_{2}^{4}He} .}
Кроме того, радий-224 образуется при β−-распаде нуклида 224Fr (период полураспада 3,33(10) мин, энергия распада 2 830(50) кэВ) и β+-распаде нуклида 224Ac (период полураспада 2,78(17) часа, энергия распада 1 408(4) кэВ):
{\displaystyle \mathrm {^{224}_{87}Fr} \rightarrow \mathrm {^{224}_{88}Ra} +e^{-}+{\bar {\nu }}_{e};}
{\displaystyle \mathrm {^{224}_{89}Ac} \rightarrow \mathrm {^{224}_{88}Ra} +e^{+}+{\nu }_{e};}
{\displaystyle \mathrm {^{224}_{89}Ac} +e^{-}\rightarrow \mathrm {^{224}_{88}Ra} +{\nu }_{e}.}
Радий-224 претерпевает α-распад, в результате распада образуется нуклид 220Rn, также известный как радиоактивный газ торон (выделяемая энергия 5 788,85(15) кэВ):
{\displaystyle \mathrm {^{224}_{88}Ra} \rightarrow \mathrm {^{220}_{86}Rn} +\mathrm {^{4}_{2}He} .}
С крайне низкой вероятностью (4,0(12)⋅10−9 %) радий-224 испытывает кластерный распад с образованием нуклида 14C:
{\displaystyle \mathrm {^{224}_{88}Ra} \rightarrow \mathrm {^{210}_{82}Pb} +\mathrm {^{14}_{6}C} .}

## Получение
Выделяется из 228Th сорбционным методом.

## Применение
- Применяется при изготовлении радиофармпрепаратов для терапии онкологических заболеваний.